# 8711 Lukeasher
A 8711 Lukeasher (ideiglenes jelöléssel (8711) 1994 LL) a Naprendszer kisbolygóövében található aszteroida. Carl W. Hergenrother fedezte fel 1994. június 5-én.